# W
A W a latin ábécé 23., a kiterjesztett magyar ábécé 40. betűje. Számítógépes használatban az ASCII-kódjai: nagybetű – 87, kisbetű – 119.

## Jelentései

### Biokémia
- W: a triptofán jele.

### Fizika
- W: a munka jele
- W: a watt, a teljesítmény SI-egységének jele

### Kémia
- W: a volfrám vegyjele

### Közgazdaságtan
- w: a bér jele a munkagazdaságtanban
- W: a társadalmi jóléti függvények jele

### Egyéb
- W Regionális Park és W Nemzeti Parkok (természetvédelmi területek Benin, Burkina Faso és Niger határán)
- George W. Bush
- ω, a görög ómega (Ω) kisbetűs alakja.